# Verbandsgemeinde Vordereifel
La comunità amministrativa di Vordereifel (Verbandsgemeinde Vordereifel) si trova nel circondario di Mayen-Coblenza nella Renania-Palatinato, in Germania.

## Comuni
Fanno parte della comunità amministrativa i seguenti comuni:
| Comune, città                | Sup. (km²) | Abitanti |
| ---------------------------- | ---------- | -------- |
| Acht                         | 3,79       | 84       |
| Anschau                      | 5,15       | 275      |
| Arft                         | 5,83       | 245      |
| Baar                         | 11,74      | 729      |
| Bermel                       | 7,33       | 355      |
| Boos                         | 10,38      | 605      |
| Ditscheid                    | 4,48       | 257      |
| Ettringen                    | 9,16       | 2 767    |
| Hausten                      | 3,56       | 384      |
| Herresbach                   | 8,47       | 502      |
| Hirten                       | 2,51       | 253      |
| Kehrig                       | 10,41      | 1 218    |
| Kirchwald                    | 9,51       | 962      |
| Kottenheim                   | 6,07       | 2 557    |
| Langenfeld                   | 4,71       | 656      |
| Langscheid                   | 2,54       | 90       |
| Lind                         | 2,78       | 50       |
| Luxem                        | 4,93       | 323      |
| Monreal                      | 14,64      | 768      |
| Münk                         | 5,13       | 240      |
| Nachtsheim                   | 7,21       | 565      |
| Reudelsterz                  | 3,94       | 368      |
| Sankt Johann                 | 4,31       | 914      |
| Siebenbach                   | 3,41       | 202      |
| Virneburg                    | 5,40       | 377      |
| Weiler                       | 7,51       | 485      |
| Welschenbach                 | 2,79       | 47       |
| Verbandsgemeinde Vordereifel | 167,73     | 16 278   |

(Abitanti al 31 dicembre 2021)